# Gerd Morgenthaler
Gerd Morgenthaler (* 1962 in Mosbach) ist ein deutscher Rechtswissenschaftler.

## Leben
Er studierte Rechtswissenschaft und Volkswirtschaftslehre in Heidelberg (erstes juristisches Staatsexamen 1987, zweites juristisches Staatsexamen 1991). Nach der Promotion 1991 mit einer Dissertation zum internationalen Steuerrecht war er wissenschaftlicher Assistent am Lehrstuhl von Paul Kirchhof, Universität Heidelberg und der Habilitation 1999 mit einer Arbeit zum Verfassungsrecht, Universität Heidelberg; venia legendi für Öffentliches Recht einschließlich Finanz- und Steuerrecht sowie Verfassungsgeschichte der Neuzeit vertrat er Lehrstühle an den Universitäten Marburg, Bonn und Siegen, wo er seit 2001 als Universitätsprofessor lehrt. Von 2002 bis 2004 war er Prodekan des Fachbereichs 5 der Universität Siegen für internationale Zusammenarbeit.
Seine Forschungsschwerpunkte sind Verfassungs-, Steuer- und Umweltrecht einschließlich der europäischen und internationalen Bezüge sowie im Bereich Recht und Entwicklung.
Er ist Sekretär der Oswald Spengler Society.

## Schriften (Auswahl)
- Die Lizenzgebühren im System des internationalen Einkommensteuerrechts. Heidelberg 1992, ISBN 3-8114-2192-1.
- Freiheit durch Gesetz. Der parlamentarische Gesetzgeber als Erstadressat der Freiheitsgrundrechte. Tübingen 1999, ISBN 3-16-147222-5.
- als Herausgeber mit Rudolf Mellinghoff und Thomas Puhl: Die Erneuerung des Verfassungsstaates. Symposion aus Anlass des 60. Geburtstages von Professor Dr. Paul Kirchhof. Heidelberg 2003, ISBN 3-8114-5157-X.
- mit Friederike Frizen und Christian Trottmann: Klausuren aus dem Steuerrecht. Köln 2008, ISBN 978-3-452-26804-4.